# Camuflaj (formație)
Camuflaj este o formație de muzică hip hop și reggae fondată în 2005, în Cluj-Napoca.

## Istoria formației
Camuflaj s-a format în anul 2005, din inițiativa lui Blazon (cunoscut și ca Mr. OneShot). La un an de la începerea activității muzicale, acestora li s-a alăturat și DJ Maka. Cei trei au semnat cu casa de discuri Chill Brothers, mutându-se din Cluj-Napoca în București.
Formația este cunoscută pentru piesele „România”, în colaborare cu J. Yolo și „În jurul lumii”, în colaborare cu Anda Dimitriu, care au avut parte de un număr mare de vizualizări pe YouTube. A urmat piesa „Pe drumul meu”, descrisă ca fiind „o poveste despre libertate, despre alegerile tinerilor pierduți într-o lume nebună”. Din discografia trupei fac parte EP-urile Din suflet, care a avut parte de 18,000 de descărcări digitale și Încă aici, creat în colaborare cu F. Charm; totuși, lansarea albumului lor de debut este așteptată încă din 2007. Aceștia au colaborat cu mulți artiști români din sfera hip hop printre care Guess Who, Vescan și J. Yolo; de asemenea au colaborat cu doi cântăreți internaționali de reggae, Omar Perry și Lutan Fyah.

## Stil muzical
Stilurile muzicale abordate de trupă sunt muzica hip hop, dancehall și reggae, un gen puțin promovat în România. Printre artiștii care i-au influențati pe membrii formației se numără Damian Marley, Sean Paul și John Legend.
Din punctul de vedere al versurilor, Blazon, unul din membrii trupei, susține: „Excludem mesajul social. Deja prea multă lume l-a adoptat. Cele mai multe piese [de pe albumul de debut] merg la sentiment.”

## Discografie
- 2005: Din suflet (EP)
- 2007: Încă aici (EP) - împreună cu F. Charm